# Salvia gesneriiflora
Salvia gesneriflora es una planta perenne de la familia de las lamiáceas. Es originaria de Sierra Madre Oriental en México. Es una planta ornamental muy popular.

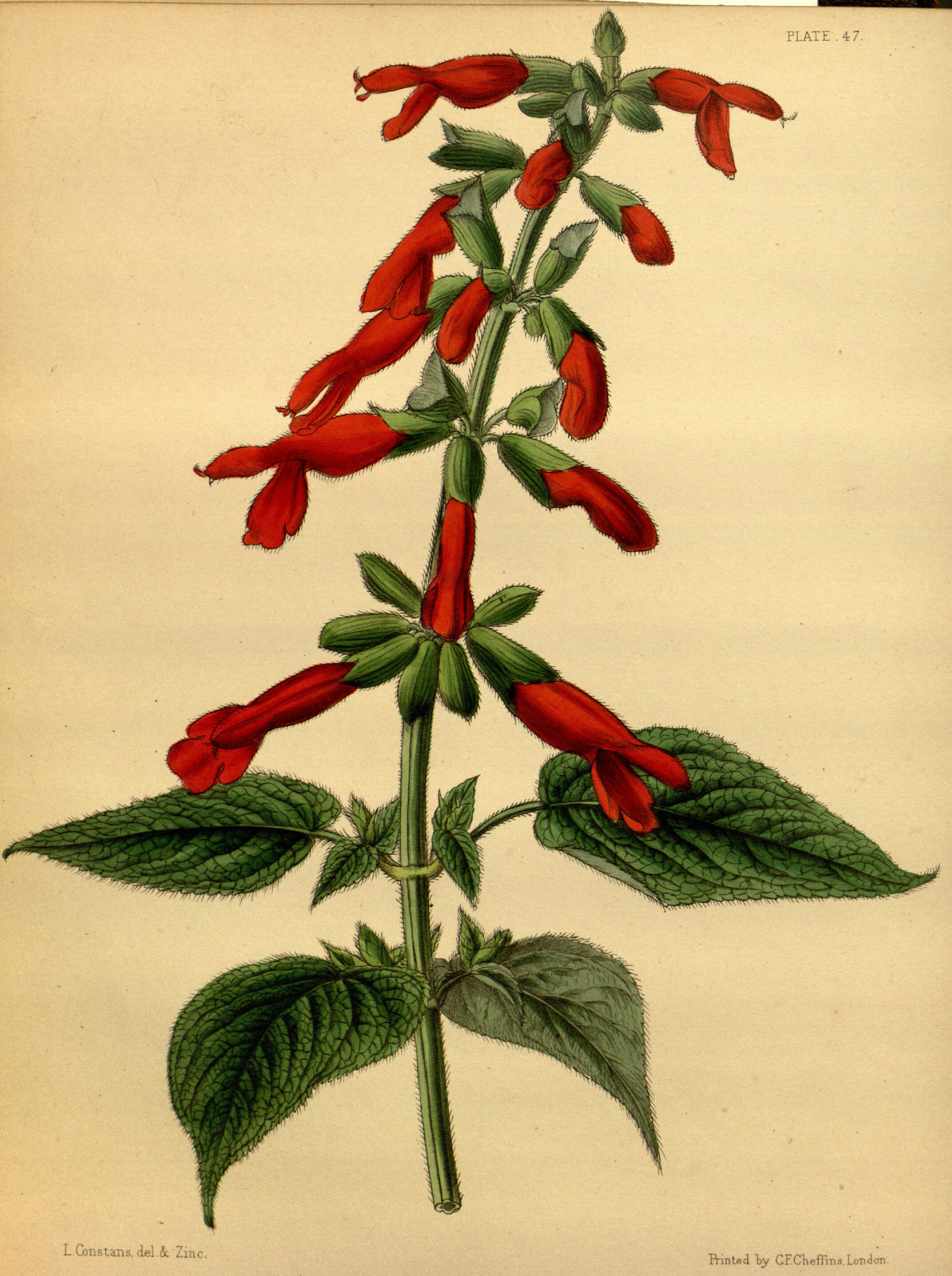
Ilustración

## Descripción
En su hábitat natural, Salvia gesneriflora alcanza un tamaño de hasta 25 metros de altura, aunque en cultivo sólo alcanza los 5-6 m de altura y 3-4 m de ancho debido a la rotura del viento y por la poda de los jardineros. La poda anual dura impide que la planta se rompa. La planta tiene muchos tallos leñosos muy pesados, con un follaje que se rompe con facilidad por el viento y la lluvia. Las hojas en forma de corazón son de color verde intermedio, muy aromáticas, y variables en tamaño.
Las flores son grandes crecen hasta los 4 cm de longitud y son de un vivo color rojo anaranjado, con un cáliz de color amarillo-verde teñido con glándulas de color púrpura. Crecen en abundancia en verticilos estrechamente espaciados en número de 8-12 en largas inflorescencias. Florece a finales del invierno y principios de primavera, una poda anual dura (hasta los nodos cerca de la tierra) se recomienda después de la floración. La planta volverá a crecer hasta 1,5 m en una temporada.

## Taxonomía
Salvia gesneriflora fue descrita por Lindl. & Paxton y publicado en Paxton's Fl. Gard. ii. (1851-52) 49. t. 47.
Etimología
Ver: Salvia
gesneriflora: epíteto otorgado en honor de botánico suizo Conrad Gessner, por quien también se nombró el género Gesneria y la familia Gesneriaceae.
Sinonimia
- Salvia barbata Sessé & Moc.
- Salvia fulgens f. gesneriiflora (Lindl. & Paxton) Voss	[3][4]